# وی یو
وی یو (به انگلیسی Wii U به ژاپنی ウィー・ユー, Wī Yū) کنسول بازی خانگی شرکت نینتندو است که به عنوان جانشین وی معرفی شده‌است. این کنسول در نوامبر سال ۲۰۱۲ عرضه شد. این کنسول در کنفرانس خبری نینتندو در نمایشگاه رسانه و تجارت اکسپو ۲۰۱۱ در ۷ ژوئن ۲۰۱۱ معرفی شد. این کنسول به نسل هشتم کنسول‌های بازی تعلق دارد.

وی یو ششمین کنسول بازی نینتندو می‌باشد و نخستین کنسول این شرکت است که قابلیت نمایش ویدئوی اچ‌دی با کیفیت ۱۰۸۰P را دارد. از ویژگی‌های این کنسول دارا بودن یک کنترلر جدید با قابلیت صفحه لمسی است. این کنترلر این امکان را دارد که بازی‌ها را به تنهایی و حتی بدون تلویزیون نشان دهد. این دستگاه به‌طور کامل قابلیت سازگاری با بازی‌های وی را با استفاده از وی ریموت و تخته تعادل وی را دارد. با این وجود امکان سازگاری عقبرو با بازی‌های نینتندو گیم‌کیوب را ندارد.